# کرمچند
کرمچند (به انگلیسی: Karamchand) یک سریال تلویزیونی کارآگاهی هندی به کارگردانی پانکوج پاراشار که در ژوئن ۱۹۸۵ از کانال تلویزیونی ملی هند پخش می‌شد و یکی از اولین سریال‌های کارآگاهی هند بود. شخصیت اصلی را بازیگر مشهور پانکاج کاپور بازی کرد. نقش دستیار او کیتی را سوشمیتا موکرجی ایفا کرد.

## داستان
کرمچند یک کارآگاه است که به پلیس محلی در حل قتل‌ها در سبک تکرار نشدنی خود کمک می‌کند، و اغلب با بازرسان پلیس شطرنج بازی می‌کند. او یک دستیار با اسم، کیتی دارد.